# Kamra
Kamra.si е регионален библиотечен уеб портал на Словения. Създаден е през 2005 г. Разполага с версии на словенски, английски, италиански и унгарски език. Той предоставя информация за културното наследство, нови библиотечни и архивни придобивки и дейности, местни културни и читателски събития, както и образователно съдържание. Информацията, документите, изображенията и други материали, достъпни в Kamra.si, се споделят от словенски обществени библиотеки, музеи и други културни институции. По този начин местоположението на обекта е лесно достъпно онлайн за потребителите.

## История
Порталът е създаден през 2005 г. по инициатива на 10 регионални библиотеки и е финансово подкрепен от Министерството на културата на Словения. През 2011 г. Централната библиотека в Целе поема управлението на портала, а словенските регионални библиотеки и Асоциацията на словенските обществени библиотеки предоставят и редактират съдържанието. Съдържанието на Kamra.si става достъпно и чрез европейската дигитална библиотека Europeana.